# Zeche Querenburg
Die Zeche Querenburg im Bochumer Stadtteil Querenburg ist ein ehemaliges Steinkohlenbergwerk. Das Bergwerk war eine Kleinzeche, Besitzer des Stollens war Hugo Arntz.

## Bergwerksgeschichte
Im Jahr 1946 wurde die Gewerkschaft gegründet. Noch im selben Jahr wurde mit dem Abbau in einem Pachtfeld der GBAG begonnen. Im Jahr 1948 wurden von 30 Bergleuten 4600 Tonnen Steinkohle gefördert. Im darauffolgenden Jahr wurde mit 13 Bergleuten die maximale Förderung des Bergwerks erbracht, sie betrug 4622 Tonnen Steinkohle. Am 1. Februar des Jahres 1950 wurde der Betrieb des Bergwerks eingestellt. Am 16. August des Jahres 1952 wurde das Bergwerk wieder in Betrieb genommen. Gleichzeitig mit der Wiederinbetriebnahme kam es zu einem Besitzerwechsel. Neuer Besitzer des Bergwerks wurde Lothar Nicolas. Am 28. Februar des Jahres 1953 wurde die Zeche Querenburg stillgelegt.